# クリスティナ・ストラシュ
クリスティナ・ストラシュ（Krystyna Strasz、旧姓はトカチェフスカ、1987年7月24日 - ）は、ポーランドの元女子バレーボール選手。現役時代のポジションはリベロ。元ポーランド代表。

## 来歴
- クラブチーム

ソスノヴィエツ出身。アンダーカテゴリーのクラブを経て、2007年、MKS Dąbrowa Górniczaに入団。9年間在籍し、2011/12シーズンのポーランド国内リーグで3位、2012/13シーズンのリーグでは準優勝した。2016年、ŁKSコマースコン・ウッチに加入し、2017/18シーズンのオーレンリーガで準優勝、2018/19シーズンはオーレンリーガでチームの初優勝に貢献した。2019/20シーズンのオーレンリーガではベストリベロ賞を受賞した。2022年6月、ŁKSコマースコン・ウッチを退団し、同年7月、MOYA Radomka Radomへの移籍が発表され、2022/23シーズンのタウロンリーガ21試合に出場した。翌年のシーズンも同チームに残留し、2023/24シーズンのタウロンリーガ6位となった。2024年4月、現役を引退することが発表された。
- 代表チーム

アンダーカテゴリーの代表として2009年、ユニバーシアードに出場し銅メダルを獲得。2010年、シニア代表に初選出され、同年のモントルーバレーマスターズでデビュー。2011年、欧州選手権に出場した。2012年、ワールドグランプリに出場した。

## 球歴
- 欧州選手権 - 2011年
- ワールドグランプリ - 2012年

## 所属クラブ
- MKS Dąbrowa Górnicza U20（2003-2005年）
- MKS Dąbrowa Górnicza（2007-2016年）
- ŁKSコマースコン・ウッチ（2016-2022年）
- MOYA Radomka Radom（2022-2024年）